# Osred Ier
Osred Ier (vers 697 – 716) est roi de Northumbrie de 705 ou 706 jusqu'à sa mort.

## Biographie

### Origines
Osred est le fils d'Aldfrith, roi de Northumbrie de 685 jusqu'à sa mort, le 14 décembre 704 ou 705. Sa mère est vraisemblablement Cuthburh, la sœur du roi Ine de Wessex, qui est la seule épouse connue d'Aldfrith. D'après l'Histoire ecclésiastique du peuple anglais de Bède le Vénérable, Osred est âgé de huit ans à la mort de son père, ce qui situe sa naissance dans la fourchette 696-698.
Bède ne le précise pas, mais d'après la Vita sancti Wilfrithi, Osred ne succède pas directement à son père : un certain Eadwulf s'empare du trône à la mort d'Aldfrith et le conserve pendant deux mois avant d'être chassé de Bamburgh par les partisans d'Osred, au nombre desquelles se trouvent l'évêque Wilfrid, l'abbesse Ælfflæd et l'ealdorman Beorhtfrith. Ces trois personnages conservent une influence importante tout au long du règne d'Osred, qui devient même le fils adoptif de Wilfrid.

### Règne
Durant la première année du règne d'Osred, un concile est organisé sur les berges de la Nidd (en) afin de clarifier la situation de Wilfrid. Ce dernier ne recouvre pas son grand évêché d'York, mais il conserve les églises de Ripon et de Hexham. Il s'agit du seul événement connu du règne d'Osred, en dehors de la victoire de l'ealdorman Beorhtfrith sur les Pictes en 711.

### Mort et succession
Osred est tué en 716, à l'âge de dix-neuf ou vingt ans, dans des circonstances inconnues. Le manuscrit D de la Chronique anglo-saxonne précise qu'il meurt « au sud de la frontière », ce qui pourrait impliquer qu'il est mort dans le cadre d'une campagne contre les Pictes. Un certain Cenred lui succède : c'est la fin de la mainmise des descendants d'Æthelfrith sur le trône de Northumbrie,.

## Postérité
L'image posthume d'Osred est très contrastée : la communauté de Beverley Minster se souvient de lui comme d'un bienfaiteur, alors que Bède le Vénérable déplore la dégradation des pratiques religieuses survenue sous son règne, tout comme Boniface de Mayence, qui le décrit comme un jeune débauché. D'après un poème du IXe siècle, le De abbatibus (en), il fait preuve de brutalité à l'égard de la noblesse de son royaume,.